# Podsmrečje
Podsmrečje je manjše naselje v Občini Lukovica. Vas leži ob magistralni cesti Ljubljana-Celje na južnem pobočju Črnega grabna pod smrekovimi gozdovi Planjave. Iz Podsmrečja vodi cesta v Korpe, naprej pa gozdna pot do Limbarske gore. 
V vasi je pred leti stala Piskarjeva žaga, ki je bila porušena ob gradnji avtoceste A1.